# Isocarpha
Isocarpha es un género de plantas perteneciente a la familia Asteraceae. Comprende 25 especies descritas y de estas. solo 4 aceptadas.  Es originario de América.

## Descripción
Las plantas de este género solo tienen disco (sin rayos florales) y los pétalos son de color blanco, ligeramente amarillento blanco, rosa o morado (nunca de un completo color amarillo).
Son hierbas anuales o perennes; tallos teretes, pubescentes a glabros, muy ramificados desde la base. Hojas opuestas en la parte inferior, alternas en la superior, enteras a variadamente lobadas, 3-nervias desde cerca de la base; pecíolos casi siempre alados, en general auriculados. Capitulescencias terminales, solitarias, débilmente cimosas con 1–4 pedúnculos alargados, fuertes; capítulos discoides; involucros ovoides; filarias en 2–3 series, mayormente subiguales, linear-lanceoladas gradualmente transformándose en páleas; receptáculos marcadamente cónicos, 2–3 veces más largos que anchos, paleáceos; flósculos pequeños, numerosos, las corolas blancas o blanco-verdosas, el tubo más corto que el limbo ensanchado, 5-lobado; ramas del estilo delgadas con apéndices alargados híspidos y subulados. Aquenios obpiramidales o claviformes, 4–5 angulados, carpopodio inconspicuo; vilano ausente.

## Distribución y hábitat
Género mayormente ruderal con 5 especies distribuidas desde el sur de los Estados Unidos (Texas) hasta Perú y en las Antillas; 2 especies en Nicaragua.

## Taxonomía
El género fue descrito por Robert Brown y publicado en Observations on the Natural Family of Plants called Compositae 110. 1817. La especie tipo es Santolina oppositifolia L. = Isocarpha oppositifolia (L.) Cass.	

## Especies aceptadas
A continuación se brinda un listado de las especies del género Isocarpha aceptadas hasta junio de 2012, ordenadas alfabéticamente. Para cada una se indica el nombre binomial seguido del autor, abreviado según las convenciones y usos.
- Isocarpha atriplicifolia (L.) R.Br. ex DC.
- Isocarpha glabrata S.F.Blake
- Isocarpha microcephala (DC.) S.F.Blake
- Isocarpha oppositifolia (L.) Cass.